# إتش إم إس تشالنجر (1858)
إتش إس إم تشالنجر (بالإنجليزية: HMS Challenger)، كانت سفينة بخارية تابعة للبحرية الملكية البريطانية تم إطلاقها في 13 فبراير 1858، كانت رائدة في محطة أستراليا بين عامي 1866 و1870، وشاركت في 1862 في عمليات ضد المكسيك، وتم اختيارها لرحلة تشالنجر.